# Cratere Milichius
Milichius è un cratere lunare di 12,19 km situato nella parte nord-occidentale della faccia visibile della Luna.

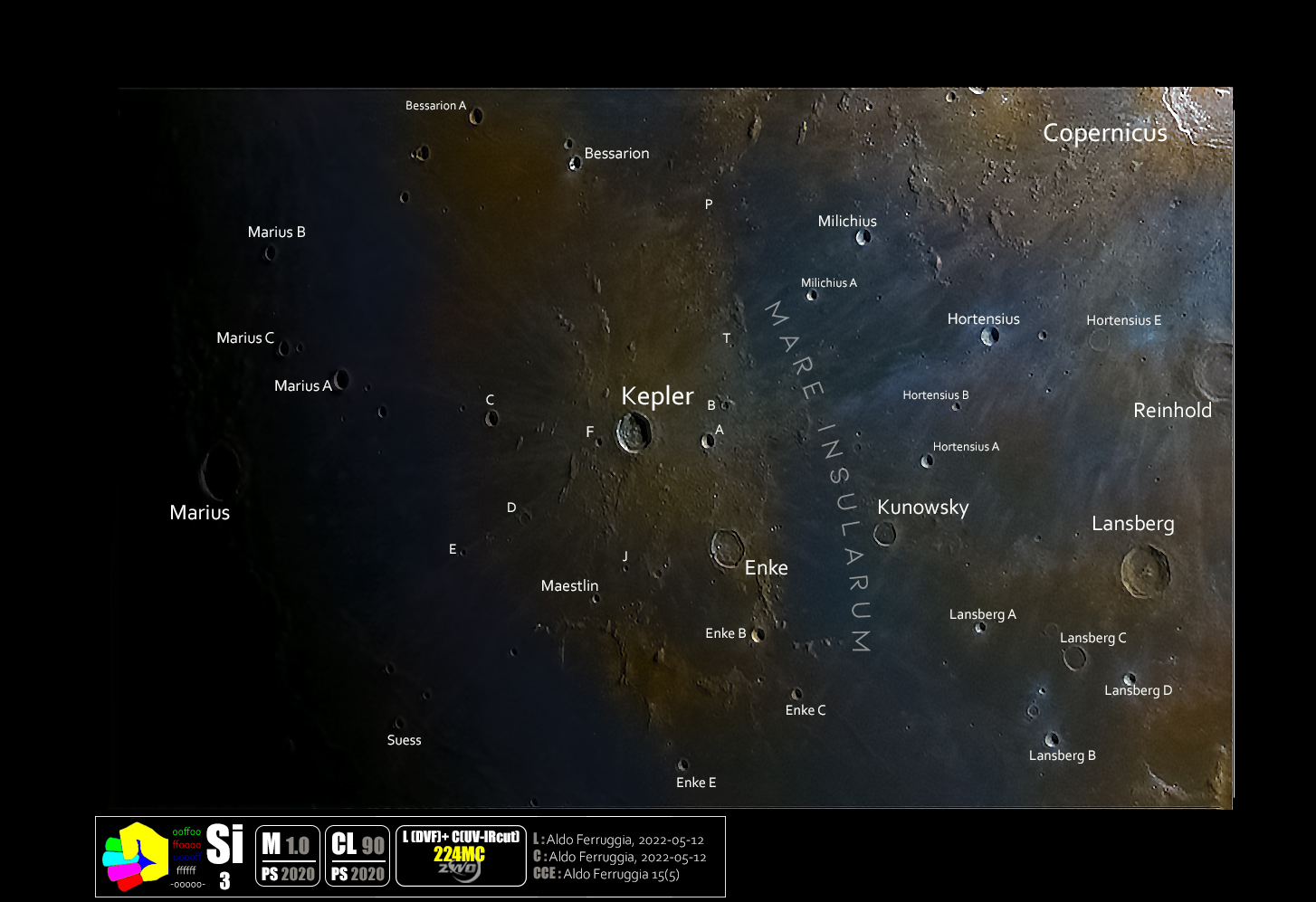
Area del cratere in immagine selenocromatica (Si)